# Buskdracena
Buskdracena (Dracaena surculosa) är en växtart familjen stickmyrtenväxter från tropiska Västafrika till Kamerun. Arten är en vanlig krukväxt i Sverige.

## Sorter
- 'Florida Beauty' - bladen är tätt prickiga i gult, senare vitt.
- 'Juanita' - bladens vita prickar bildar ett rent vitt fält på bladens mitt.
- 'Maculata' - bladen har ljust gröna prickar eller ringar.
- 'Punctulata' - bladen har vita prickar, mindre tätt än 'Florida Beauty'.

## Synonymer
- Dracaena godseffiana Mast.
- Dracaena surculosa var. maculata Hook.f.
- Draco surculosa (Lindley) Kuntze
- Nemampsis ternifolia Raf.
- Pleomele godseffiana (Mast.) N.E.Br.
- Pleomele surculosa (Lindley) N.E.Br